# 特雷沙语
特雷沙语是印度尼科巴群岛一种尼科巴语支语言。Bompoka方言与标准语差距较大。截至2001年，有2080名使用者。